# Départements d'Haïti

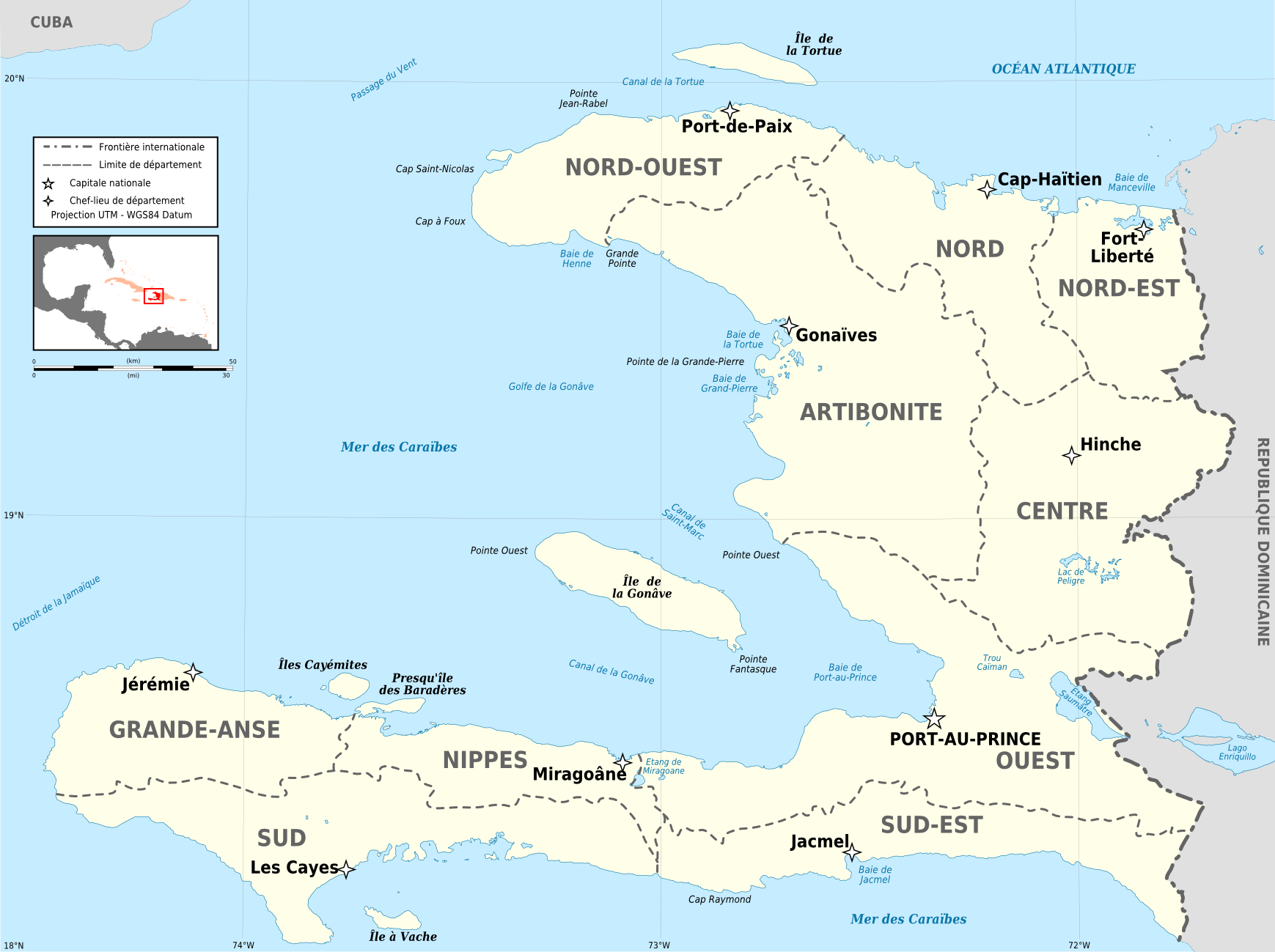
Les 10 départements d'Haïti.

Haïti est divisée en dix départements. Chacun d'entre eux est sous-divisé en communes. Leurs existences tirent leur origine des trois « provinces » de la colonie de Saint-Domingue, soit : le Nord, le Sud et l'Ouest. Sous Toussaint Louverture, les provinces deviennent départements, qui ont eux-mêmes été redécoupés au fil des ans.
Aujourd'hui, ces départements sont subdivisés en 42 arrondissements, 146 communes et 575 sections communales. On compte également des villes et des quartiers, éléments repris par l'administration même si ces deux termes n'ont pas une véritable existence juridique. Généralement, le chef-lieu de chaque commune se trouve dans l'une de ses sections communales ou à la frontière de deux ou plusieurs sections communales.

## Déconcentration
L'État haïtien est représenté dans chacun d'eux par un Délégué départemental qui supervise les différentes directions départementales des ministères.

## Décentralisation
Le statut du département est régie par le Titre V – section D de la Constitution d'Haïti de 1987 (article 78 de la constitution).
Le département dispose :
- d'une assemblée départementale comme organe délibératif, formé d'un représentant de chaque assemblée municipale ;
- d'un conseil départemental comme organe exécutif, constitué de trois membres élus pour quatre ans par l'assemblée départementale.

À la tête du conseil départemental se trouve un président.
L'État est représenté dans chaque département par un « Délégué » secondé dans chaque arrondissement par un « Vice-délégué » (article 85 de la constitution).

## Liste des communes
| Département de l' Artibonite                            | Département de l' Artibonite                                                                                 | Département de l' Artibonite                                                 | Département de l' Artibonite |
| Chef-lieu                                               | Arrondissement                                                                                               | Communes                                                                     |                              |
| ------------------------------------------------------- | --- | ---------------------------------------------------------------------------- | ---------------------------- |
| Les Gonaïves                                            | Dessalines (4 communes)                                                                                      | 1. Dessalines 2. Desdunes 3. Grande-Saline 4. Petite-Rivière-de-l'Artibonite |                              |
| Les Gonaïves                                            | Arrondissement des Gonaïves (3 communes) :                                                                   | 1. Les Gonaïves 2. Ennery 3. L'Estère                                        |                              |
| Les Gonaïves                                            | Arrondissement de Gros-Morne (3 communes) :                                                                  | 1. Gros-Morne 2. Anse-Rouge 3. Terre-Neuve                                   |                              |
| Les Gonaïves                                            | Arrondissement de Marmelade (2 communes) :                                                                   | 1. Marmelade 2. Saint-Michel-de-l'Attalaye                                   |                              |
| Les Gonaïves                                            | Arrondissement de Saint-Marc (5 communes) :                                                                  | 1. Saint-Marc 2. Verrettes 3. La Chapelle 4. Liancourt 5. Montrouis          |                              |
| Département du Centre                                   | |                                                                              |                              |
| Hinche                                                  | Arrondissement de Cerca-la-Source (2 communes) :                                                             | 1. Cerca-la-Source 2. Thomassique                                            |                              |
| Hinche                                                  | Arrondissement de Hinche (4 communes) :                                                                      | 1. Hinche 2. Cerca-Carvajal 3. Maïssade 4. Thomonde                          |                              |
| Hinche                                                  | Arrondissement de Lascahobas (3 communes) :                                                                  | 1. Lascahobas 2. Belladère 3. Savanette                                      |                              |
| Hinche                                                  | Arrondissement de Mirebalais (3 communes) :                                                                  | 1. Mirebalais 2. Saut-d'Eau 3. Boucan-Carré 4. Baptiste                      |                              |
| Hinche                                                  | Département de la Grand'Anse                                                                                 |                                                                              |                              |
| Jérémie                                                 | Arrondissement d'Anse-d'Ainault (3 communes) :                                                               | 1. Anse-d'Ainault 2. Dame-Marie 3. Les Irois                                 |                              |
| Jérémie                                                 | Arrondissement de Corail (6 communes) :                                                                      | 1. Corail 2. Roseaux 3. Beaumont 4. Pestel 5. Les Îles Cayemites             |                              |
| Jérémie                                                 | Arrondissement de Jérémie (6 communes) :                                                                     | 1. Jérémie 2. Abricots 3. Trou-Bonbon 4. Marfranc 5. Moron 6. Chambellan     |                              |
| Département des Nippes                                  | |                                                                              |                              |
| Miragoâne                                               | |                                                                              |                              |
| Arrondissement de Miragoâne (4 communes) :              | 1. Miragoâne 2. Petite-Rivière-de-Nippes 3. Fonds-des-Nègres 4. Paillant                                     |                                                                              |                              |
| Arrondissement d'Anse-à-Veau (5 communes) :             | 1. Anse-à-Veau 2. L'Asile 3. Petit-Trou-de-Nippes 4. Plaisance-du-Sud 5. Arnaud                              |                                                                              |                              |
| Arrondissement de Barradères (2 communes) :             | 1. Barradères 2. Grand-Boucan                                                                                |                                                                              |                              |
| Département du Nord                                     | |                                                                              |                              |
| Cap-Haïtien                                             | |                                                                              |                              |
| Arrondissement d'Acul-du-Nord (3 communes) :            | - 1. Acul-du-Nord 2. Plaine-du-Nord 3. Milot                                                                 |                                                                              |                              |
| Arrondissement de Borgne (2 communes) :                 | - 1. Borgne 2. Port-Margot                                                                                   |                                                                              |                              |
| Arrondissement de Cap-Haïtien (3 communes) :            | - 1. Cap-Haïtien 2. Limonade 3. Quartier-Morin                                                               |                                                                              |                              |
| Arrondissement de Grande-Rivière-du-Nord (2 communes) : | - 1. Grande-Rivière-du-Nord 2. Bahon                                                                         |                                                                              |                              |
| Arrondissement de Limbé (2 communes) :                  | - 1. Limbé 2. Bas-Limbé                                                                                      |                                                                              |                              |
| Arrondissement de Plaisance (2 communes) :              | - 1. Plaisance 2. Pilate                                                                                     |                                                                              |                              |
| Arrondissement de Saint-Raphaël (5 communes)            | - 1. Saint-Raphaël 2. Dondon 3. Ranquitte 4. Pignon 5. La Victoire                                           |                                                                              |                              |
| Département du Nord-Est                                 | |                                                                              |                              |
| Fort-Liberté                                            | |                                                                              |                              |
| Arrondissement de Fort-Liberté (3 communes) :           | - 1. Fort-Liberté 2. Perches 3. Ferrier                                                                      |                                                                              |                              |
| Arrondissement d'Ouanaminthe (3 communes) :             | - 1. Ouanaminthe 2. Capotille 3. Mont-Organisé                                                               |                                                                              |                              |
| Arrondissement de Trou-du-Nord (4 communes) :           | - 1. Trou-du-Nord 2. Caracol 3. Sainte-Suzanne 4. Terrier-Rouge                                              |                                                                              |                              |
| Arrondissement de Vallières (3 communes) :              | - 1. Vallières 2. Carice 3. Mombin-Crochu                                                                    |                                                                              |                              |
| Département du Nord-Ouest                               | |                                                                              |                              |
| Port-de-Paix                                            | |                                                                              |                              |
| Arrondissement de Môle-Saint-Nicolas (4 communes) :     | - 1. Môle-Saint-Nicolas 2. Baie-de-Henne 3. Bombardopolis 4. Jean-Rabel                                      |                                                                              |                              |
| Arrondissement de Port-de-Paix (5 communes)             | - 1. Port-de-Paix 2. Bassin-Bleu 3. Chansolme 4. La Tortue 5. la pointe des palmistes                        |                                                                              |                              |
| Arrondissement de Saint-Louis-du-Nord (2 communes)      | - 1. Saint-Louis-du-Nord 2. Anse-à-Foleur                                                                    |                                                                              |                              |
| Département de l' Ouest                                 | |                                                                              |                              |
| Port-au-Prince                                          | |                                                                              |                              |
| Arrondissement d'Arcahaie (2 communes)                  | - 1. Arcahaie 2. Cabaret                                                                                     |                                                                              |                              |
| Arrondissement de Croix-des-Bouquets (5 communes)       | - 1. Croix-des-Bouquets 2. Ganthier 3. Thomazeau 4. Cornillon 5. Fonds-Verrettes                             |                                                                              |                              |
| Arrondissement de La Gonâve (2 communes)                | - 1. Anse-à-Galets 2. Pointe-à-Raquette                                                                      |                                                                              |                              |
| Arrondissement de Léogâne (3 communes)                  | - 1. Léogâne 2. Petit-Goâve 3. Grand-Goâve                                                                   |                                                                              |                              |
| Arrondissement de Port-au-Prince (8 communes)           | - 1. Port-au-Prince 2. Carrefour 3. Delmas 4. Pétion-Ville 5. Kenscoff 6. Cité Soleil 7. Gressier 8. Tabarre |                                                                              |                              |
| Département du Sud                                      | |                                                                              |                              |
| Les Cayes                                               | |                                                                              |                              |
| Arrondissement d'Aquin (4 communes)                     | - 1. Aquin 2. Cavaillon 3. Saint-Louis-du-Sud 4. Fonds des Blancs                                            |                                                                              |                              |
| Arrondissement des Cayes (6 communes)                   | - 1. Les Cayes 2. Camp-Perrin 3. Chantal 4. Maniche 5. Île-à-Vache 6. Torbeck                                |                                                                              |                              |
| Arrondissement des Chardonnières (3 communes)           | - 1. Les Chardonnières 2. Les Anglais 3. Tiburon                                                             |                                                                              |                              |
| Arrondissement des Côteaux (3 communes)                 | - 1. Les Côteaux 2. Port-à-Piment 3. Roche-à-Bateau                                                          |                                                                              |                              |
| Arrondissement de Port-Salut (3 communes)               | - 1. Port-Salut 2. Arniquet 3. Saint-Jean-du-Sud                                                             |                                                                              |                              |
| Département du Sud-Est                                  | |                                                                              |                              |
| Jacmel                                                  | |                                                                              |                              |
| Arrondissement de Bainet (2 communes)                   | - 1. Bainet 2. Côtes-de-Fer                                                                                  |                                                                              |                              |
| Arrondissement de Belle-Anse (4 communes)               | - 1. Belle-Anse 2. Anse-à-Pitres 3. Grand-Gosier 4. Thiotte                                                  |                                                                              |                              |
| Arrondissement de Jacmel (4 communes)                   | - 1. Jacmel 2. Cayes-Jacmel 3. Marigot 4. La Vallée-de-Jacmel                                                |                                                                              |                              |

### Sources
- (de) Cet article est partiellement ou en totalité issu de l’article de Wikipédia en allemand intitulé « Départements_von_Haiti#Liste der Departements » (voir la liste des auteurs).